# Bea Santiago
Bea Rose Santiago (ur. 17 lutego 1990 w Cataingan) – filipińska modelka i aktorka. Została Miss International w 2013 roku.

## Życiorys
Bea Rose urodziła się 17 lutego 1990 roku w prowincji Masbate. Została wychowana przez dziadków. Jako nastolatka przeniosła się do Kanady. Studiowała komunikację i public relations na York Univeristy w Toronto. Następnie podpisała kontrakt z agencją Elite Model Management.
W 2013 roku została wybrana Miss International. Jest piątą Filipinką, która otrzymała ten tytuł.
W 2015 roku ukończyła kurs aktorski i w tym samym roku zagrała w filipińskiej komedii „Beauty and the Bestie”.